# آزاده رجحان گوستاوسون
آزاده رجحان گوستاوسون (به سوئدی: Azadeh Rojhan Gustafsson؛ زادهٔ ۶ فوریهٔ ۱۹۸۶) سیاستمدار ایرانی-سوئدی و نماینده مجلس سوئد از حزب سوسیال دموکرات است.

## زندگی‌نامه
آزاده رجحان گوستاوسون در سال ۱۹۸۶ (میلادی) در ایران زاده شد. وی از پنج سالگی به همراه مادر، پدر و برادر خود به کشور سوئد مهاجرت کرد و در همان‌جا پرورش یافت. رجحان گوستاوسون نخستین‌بار در سال ۲۰۰۶ وارد حزب سوسیال دموکرات شد و سپس در سال ۲۰۱۴ بعنوان نماینده انتخاب و وارد مجلس سوئد شد.